# Eupithecia rerayata
Eupithecia rerayata är en fjärilsart som beskrevs av Hans Reisser 1933. Eupithecia rerayata ingår i släktet Eupithecia och familjen mätare. Inga underarter finns listade i Catalogue of Life.